# Pro-elección y provida
Pro-Elección y provida son términos de autoidentificación utilizados por los dos lados del debate sobre el aborto: aquellos que buscan aumentar el acceso al aborto y aquellos que buscan restringirlo, respectivamente. Por lo general, se consideran lenguaje cargado, ya que enmarcan la posición correspondiente en términos de cualidades inherentemente positivas (y, por lo tanto, posicionan a sus oponentes como "anti-elección" o "anti-vida"). Por esta razón, a veces se prefieren alternativas más neutrales o descriptivas, por ejemplo, al describir a grupos o individuos como partidarios u opositores del aborto o del derecho al aborto.
El término provida comenzó a ser utilizado por los opositores al aborto legal a principios de la década de 1970, nacido del término relacionado "derecho a la vida". El término pro-elección (o "derecho a elegir") fue acuñado en respuesta por los defensores del derecho al aborto poco después.

## Orígenes

### Pro-Vida
El primer uso del término provida citado por el Oxford English Dictionary se encuentra en el libro de 1960 Summerhill: A Radical Approach to Child Rearing del educador A. S. Neill, aunque Neill lo usa en un sentido más general, no específico para el aborto:

Ningún padre o maestro pro-vida golpearía jamás a un niño. Ningún ciudadano pro-vida toleraría nuestro código penal, nuestros ahorcamientos, nuestro castigo a los homosexuales, nuestra actitud hacia la bastardía.

La cita más antigua para un sentido específico del aborto (del término) es una referencia de 1971 en Los Angeles Times a "programas educativos provida y antiaborto".
El adjetivo pro-vida parece derivar de construcciones anteriores que involucran la palabra vida utilizada por los opositores al aborto legal, particularmente la frase "derecho a la vida". Por ejemplo, las organizaciones contra el aborto fundadas a fines de la década de 1960 incluyeron Right to Life League y Minnesota Citizens Concerned for Life. Sin embargo, en un uso temprano, antes del caso Roe v. Wade de la Corte Suprema de 1973, la posición "pro-vida" o "derecho a la vida" se concebía más comúnmente como que también abarcaba puntos de vista progresistas como la oposición a la guerra, la pena de muerte, o LA eutanasia. El columnista de idiomas del New York Times, William Safire, le da crédito a Nellie Gray por popularizar provida como una forma abreviada del eslogan del "derecho a la vida". Gray fundó la Marcha por la Vida anual en Washington en 1974.
En países hispanohablantes, los colectivos antagónicos a este grupo, no suelen denominarlos como pro-vida sino como antiderechos, pues no solo se oponen al reconocimiento de derechos sexuales y reproductivos, sino también a la igualdad y no discriminación de las diversidades sexuales y de género.

### Pro-Elección

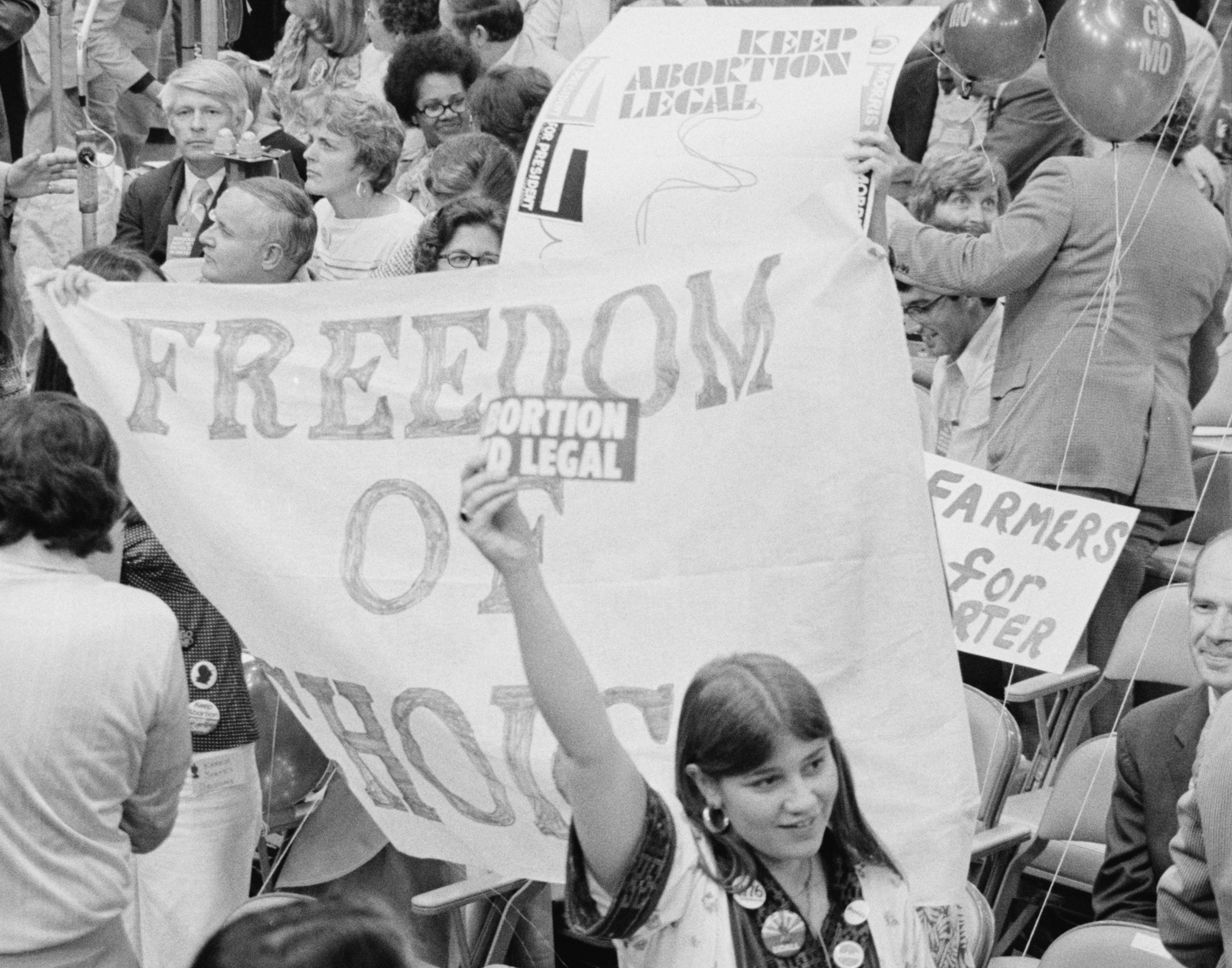
Un cartel en la Convención Nacional Demócrata de 1976 que decía "Libertad de elección". Esto y el eslogan "derecho a elegir" acuñando el término la popularidad del término pro-elección.

El término pro-elección entró en vigor después de provida, y fue acuñado por aquellos que apoyaban el aborto legal como respuesta al éxito de la marca provida. El primer uso del término citado por el Oxford English Dictionary se encuentra en una edición de 1969 del diario de California Oxnard Press-Courier, que se refería a "Activistas a favor del derecho a decidir y en contra del aborto... se dirigían a la Clínica de la Mujer". Las autoras Linda Greenhouse y Reva B. Siegel identifican un memorando de 1972 de Jimmye Kimmey, director ejecutivo de la Asociación para el Estudio del Aborto, como la génesis de la subsiguiente adopción generalizada de la etiqueta a favor del aborto. En el memorando, Kimmey identifica "la necesidad de encontrar una frase para contrarrestar el eslogan del Derecho a la Vida", y sugiere "Libertad de Conciencia" y "Derecho a Elegir" como posibilidades, con preferencia por este último por su brevedad y enfoque. en la acción en lugar del "asunto interno" de la conciencia.  William Safire sugiere que el eslogan puede haber tenido influencia del uso de "Libertad de Elección" como un eslogan antiintegración en la década anterior. 
En los años anteriores a la adopción generalizada de proaborto, quienes abogaban por el aborto legal usaban comúnmente el calificativo proaborto. Por ejemplo, un representante de Planned Parenthood se refirió a la legislación "pro-aborto" en una declaración de 1975 al Wall Street Journal. Desde entonces, ese término se ha convertido en tabú.

## Crítica y análisis
Aquellos que se identifican como proabortistas generalmente rechazan el encuadre del término provida y viceversa. Los términos se interpretan comúnmente como una derogación del otro lado del debate al implicar que son "anti-elección" o "anti-vida" (o "pro-muerte").) La decisión de calificar los movimientos en términos positivos en lugar de negativos se ha comparado con el uso anterior de la frase "derecho al trabajo" en lugar de "antisindical".
Planned Parenthood anunció en 2013 que ya no usaría la etiqueta pro-elección. La organización sugirió que la elección de la palabra podría tener una connotación "frívola" indeseable, y que las encuestas sugirieron que las etiquetas binarias a favor del derecho a decidir y a favor de la vida no capturaron las opiniones matizadas de los estadounidenses sobre el aborto. Por ejemplo, una encuesta patrocinada por la organización mostró que el 35% de los votantes que se identificaron como provida no creían que Roe v. Wade debería ser anulado. Otra encuesta encontró que el 12 % de los encuestados se identificaron simultáneamente con las etiquetas proderecho a decidir y provida. Planned Parenthood se negó deliberadamente a proponer un término de reemplazo..

## Uso de medios
Muchas guías de estilo de la prensa, incluidas las utilizadas por NPR y Associated Press, desaconsejan el uso de los términos pro-elección y provida, excepto cuando aparecen en el nombre de una organización o en una cita. La política de NPR recomienda construcciones alternativas como "partidarios del derecho al aborto" y "oponentes del derecho al aborto". Permite el calificativo "anti-aborto", pero no "derechos pro-aborto". La guía de estilo de The Guardian recomienda los términos "anti-aborto" (en lugar de "pro-vida") y "pro-elección" (en lugar de "pro-aborto")..